# The First Years of Piracy
The First Years of Piracy – kompilacja niemieckiego zespołu heavymetalowego Running Wild. Wydawnictwo ukazało się 11 listopada 1991 roku nakładem wytwórni muzycznej Noise Records.
Nagrania zostały zarejestrowane między lipcem a sierpniem 1991 roku w znajdującym się w Machtsum Studio W. Znajdujące się na albumi kompozycje to tak naprawdę na nowo nagrane utwory z pierwszych trzech płyt zespołu. To ostatnie wydawnictwo zespołu, na którym występują basista Jens Becker i perkusista Rüdiger „AC” Dreffein. 

## Lista utworów
Opracowano na podstawie materiału źródłowego.
1. „Under Jolly Roger” – 4:04
2. „Branded and Exiled” – 3:50
3. „Soldiers of Hell” – 3:22
4. „Raise Your Fist” – 4:51
5. „Walpurgis Night” – 5:20
6. „Fight the Oppression” – 4:53
7. „Marching to Die” – 4:53
8. „Raw Ride” – 4:14
9. „Diamonds of the Black Chest” – 2:49
10. „Prisoner of Our Time” – 4:34

## Twórcy
Opracowano na podstawie materiału źródłowego.

- Rock 'n' Rolf – śpiew, gitara, produkcja
- Jens Becker – gitara basowa, wokal wspierający
- AC – perkusja, wokal wspierający
- Axel Morgan – gitara, wokal wspierający
- Karl-U. Walterbach – produkcja wykonawcza
- Jan Němec – inżynieria dźwięku
- Thorsten Herbig – zdjęcia
- Dane Kurth – zdjęcia